# Batalha do Rio de Janeiro (1710)
A Batalha do Rio de Janeiro foi um ataque fracassado de uma frota de corsários franceses sobre a cidade colonial portuguesa do Rio de Janeiro, em 19 de setembro de 1710, durante a Guerra da Sucessão Espanhola. O ataque foi um fracasso completo; seu comandante, Jean-François Duclerc, e mais de 600 homens foram capturados. A raiva dos franceses sobre o fracasso sob os portugueses para segurar corretamente, a libertação, ou trocar os prisioneiros contribuíram para um segundo ataque bem sucedido, no ano seguinte.
Jean-François Duclerc foi assassinado enquanto estava em cativeiro em 18 de março de 1711; seus assassinos (e sua razão para matá-lo) são desconhecidos.